# Абрамовка (Иркутская область)
Абра́мовка — деревня в Осинском районе Усть-Ордынского Бурятского округа Иркутской области России. Входит в состав муниципального образования «Майск».

## История
По данным 1923 года в заимке Абрамовка имелось 13 хозяйств и проживало 104 человека (54 мужчины и 50 женщин). Административно Абрамовка входила в состав Лузгиновского сельского общества Осиновской волости Боханского аймака Бурят-Монгольской Автономной  Советской Социалистической Республики.

## География
Деревня находится в южной части Иркутской области, к югу от реки Оса, на расстоянии примерно 4 километров (по прямой) к западу от села Оса, административного центра района. Абсолютная высота — 429 метров над уровнем моря.

## Население
| 2002 | 2010 | 2011 | 2012 |
| ---- | ---- | ---- | ---- |
| 283  | ↘245 | →245 | ↗247 |

Согласно результатам переписи 2002 года, в национальной структуре населения русские составляли 93 %.

## Инфраструктура
В деревне функционирует начальная школа (МБОУ «Абрамовская НОШ-детский сад») и сельский клуб.

## Улицы
Уличная сеть деревни состоит из двух улиц (ул. Нагорная и ул. Центральная).